# WKS Dubno
WKS Dubno – polski klub piłkarski z siedzibą w Dubnie. Rozwiązany podczas II wojny światowej.

## Historia
Piłkarska drużyna WKS została założona w Dubnie w latach 20. XX wieku. Od 1929 występował w rozgrywkach polskiej okręgowej ligi Wołyń - Klasa A, która od sezonu 1936/37 stała nazywać się okręgową. Klub nigdy nie zakwalifikował się do rozgrywek eliminacyjnych dla mistrzów okręgówek, walczących w barażach o awans do Ligi. Najbliżej był w 1939, gdy zajął drugie miejsce w Klasie A za PKS Łuck.
We wrześniu 1939, kiedy wybuchła II wojna światowa, klub przestał istnieć.

## Sukcesy
- 2. miejsce w wołyńskiej Klasie A: 1938/1939

## Poszczególne sezony
| Sezon     | Rozgrywki ligowe | Rozgrywki ligowe                       | Rozgrywki ligowe |
| Sezon     | Liga             | Liga                                   | Miejsce          |
| --------- | ---------------- | -------------------------------------- | ---------------- |
| 1922      | IV               | Klasa C (Lubelski OZPN)                | 5/8              |
| 1923      | IV               | Klasa C (Lubelski OZPN)                |                  |
| 1924      | brak danych      | brak danych                            | brak danych      |
| 1925      | nie rozgrywano   | nie rozgrywano                         | nie rozgrywano   |
| 1926      | brak danych      | brak danych                            | brak danych      |
| 1927      | brak danych      | brak danych                            | brak danych      |
| 1928      | III              | Klasa B (Lwowski OZPN, podokręg Wołyń) |                  |
| 1929      | II               | Klasa A (Lwowski OZPN, podokręg Wołyń) | 5/5              |
| 1930      | II               | Klasa A (Wołyński OZPN)                | 3/6              |
| 1931      | II               | Klasa A (Wołyński OZPN)                | 4/7              |
| 1932      | II               | Klasa A (Wołyński OZPN)                | 8/8              |
| 1933      | brak danych      | brak danych                            | brak danych      |
| 1934      | brak danych      | brak danych                            | brak danych      |
| 1935      | brak danych      | brak danych                            | brak danych      |
| 1936      | brak danych      | brak danych                            | brak danych      |
| 1936/1937 | brak danych      | brak danych                            | brak danych      |
| 1937/1938 | III              | Klasa B (Wołyński OZPN)                |                  |
| 1938/1939 | II               | Klasa A (Wołyński OZPN)                | 2/8              |